# Teresa Rivero Sánchez-Romate
Teresa Rivero Sánchez-Romate (Jerez de la Frontera, 19 de maig de 1935) és una empresària espanyola, que fou presidenta del Rayo Vallecano entre 1994 i 2011, convertint-se així en la primera dona que va arribar a la presidència d'un club de futbol de la Primera Divisió espanyola.

## Biografia
Filla d'una família benestant de Jerez de la Frontera -el seu pare Salvador Rivero Pastor era advocat i la seva Mare Mª Pepa Sánchez-Romate Pemartín- d'una família de classe alta molt vinculada al cultiu del vi amb cellers com Rivero, Sánchez-Romate i Pemartin. Va viure al costat dels seus 6 germans a la famosa plaça del carrer San Marcos a Jerez. Vinculada a l'Opus Dei, a 21 anys va conèixer l'empresari José María Ruiz-Mateos, amb el qual es va casar dos anys més tard. Amb ell es va traslladar a Madrid el 1967. És marquesa consort d'Olivara (títol de San Marino), pel seu matrimoni amb José María.
Mare de tretze fills i mestressa de casa, amb 59 anys la seva vida va canviar radicalment quan el seu marit, màxim accionista del Rayo Vallecano, la va nomenar presidenta del club madrileny, el 12 de gener del 1994. D'aquesta manera, Teresa Rivero es convertia en la primera dona a presidir un club de la Primera Divisió espanyola, malgrat reconèixer públicament no tenir cap coneixement sobre el món del futbol. Sota el seu mandat el club va viure els millors anys esportius de la seva història, amb la seva millor temporada a primera, la 1999/00 -en què va ser quatre jornades líder de la categoria- la seva millor actuació en la Copa del Rei, la 2000/01 i, sobretot, aconseguint participar en la Copa de la UEFA, on va arribar als quarts de final. Així mateix, l'equip femení es va situar entre els millors equips d'Espanya, amb l'ascens a la Superliga i la consecució de la Copa de la Reina 2008, el primer títol oficial en la història del Rayo Vallecano. Mostra del seu carisma, el 2004 els abonats del Rayo van aprovar en referèndum que l'Estadi de Vallecas prengués el seu nom, que va tenir fins al 2012.
El 2004 va crear juntament amb el seu marit una fundació amb la finalitat de millorar les condicions de vida, socioculturals i educatives dels habitants de Jerez, especialment dels sectors més desfavorits. Ja al febrer de 2011, les 10 empreses més importants de Nova Rumasa, entre elles el club que presidia, van entrar en concurs de creditors. A causa de la pressió i a l'abandó de l'afició vallecana, al maig els Ruiz-Mateos van traspassar les accions del club a l'empresari Raúl Martín Presa. L'any 2018 fou condemnada a set anys de presó per frau fiscal.